# Goth (Adelsgeschlecht)

Stammwappen: drei rote Balken auf goldenem Grund

Die Familie de Goth ist eine Adelsfamilie im französischen Südwesten, die seit dem Beginn des 12. Jahrhunderts bekannt ist, allerdings erst zu Beginn des 14. Jahrhunderts für ein Jahrzehnt internationale Bedeutung erlangte, als Bertrand de Goth 1305 zum Papst gewählt wurde und den Namen Clemens V. annahm.
Clemens V. ist heute vor allem bekannt als der Papst, der den Sitz der katholischen Kirche von Rom nach Avignon verlegte (1309) und sie damit dem Einfluss des französischen Königs Philipp IV. aussetzte, die Vorherrschaft der italienischen Kardinäle brach, indem er (ab 1305) zahlreiche französische Kardinäle ernannte, von denen viele aus seiner eigenen Familie stammten, und gemeinsam mit dem König den Templerorden auflöste (1307–1312).
Mit Clemens‘ Tod 1314 brach die Bedeutung der Familie ab. Einige Jahre später ging die Vizegrafschaft Lomagne mangels männlicher Erben verloren, eine jüngere Linie überlebte als Herren von Rouillac und später (um 1600) als Marquis de Rouillac, bevor sie 1662 das Herzogtum Épernon erbte, das ebenfalls mangels Erben nicht gehalten werden konnte und 1690 verkauft wurde. Die Familie de Goth starb 1706 aus.
Der Familienname wird in lateinischen Urkunden de Guto, de Gutto oder de Guotto geschrieben, in französischen Urkunden Got, de Gout, du Got, du Gout, del God, de Gots, de Gos, de Goz, de Gouth oder de Goth; die Version de/du Gout ist die häufigste, de Goth ist jüngeren Datums und viel seltener, hat sich aber in der Literatur durchgesetzt.
Die von der Familie getragenen Titel sind u. a.: Vicomte de Lomagne et d’Auvillars, Seigneur de Blanquefort, de Lesparre, de Puyguilhem, de Castets-en-Dorthe, Barons, dann Marquis de Rouillac, Seigneur de Peyrecave, du Palais etc., Duc d’Épernon, Seigneur de Saint-Aignan, de Lassaigne, de Lieux, de La Motte-Bardigues et de Marcillac, Seigneur et Baron du Bouzet, de Claris, de Casaux, de La Roquette etc. en Guyenne.

## Stammliste

### Erste Generationen
1. Rostaing de Goth (fl. 1110); ⚭ NN
  1. Bernard I. de Goth (fl. 1130); ⚭ NN
    1. Senebrun de Goth (fl. 1160; † nach 1211); ⚭ um 1185 Marie de Montcada († nach 1211), Tochter von Guillen, Seigneur de Montcada et de Vic, und Marie de Béarn (Montcada (Adelsgeschlecht))
      1. Raymond de Goth (* um 1185; † nach 10. Oktober 1254); ⚭ NN
        1. Senebrun de Goth (fl. um 1210; † nach 12. April 1273); ⚭ (1) um 1232 Mascarose de Mauléon; ⚭ (2) Marquis d’Ilhac, Tochter von Acquin d’Ilhac, Chevalier
          1. Béraud de Goth (fl. um 1225/30, † vor 1287), Seigneur de Villandraut, d’Uzeste et de Grayon/Grayan; ⚭ um 1249 Ide de Blanquefort (* um 1230) – Nachkommen siehe unten
          2. Bernard de Goth († nach 1289)
          3. Bertrand de Goth († 5. Mai 1313[4]), vor 9. Oktober 1289 Bischof von Agen, 22. Januar 1306 Bischof von Langres, Pair de France, 1306 wieder Bischof von Agen

        2. Jeanne de Goth; ⚭ Pierre d’Aux, seigneur de Montpellier (La Romieu)

    2. Gassaute de Goth; ⚭ Bernard (* vor 1173; † nach 2. April 1193), Baron de Fumel, Berater des Grafen von Toulouse

### Die Nepoten Clemens’ V.
1. Béraud de Goth (fl. um 1225/30, † vor 1287), Seigneur de Villandraut, d’Uzeste et de Grayon/Grayan; ⚭ um 1249 Ide de Blanquefort (* um 1230) – Vorfahren siehe oben
  1. Arnaud Garcie I. de Goth (* um 1250; testiert 16. Januar 1311), Seigneur de Villandraut, de Coutures et d‘Allemans, 1305 Vicomte de Lomagne et d’Auvillars, päpstlicher Rektor des Herzogtums Spoleto; ⚭ (1) um 1268 Blanche; ⚭ (2) 25. Mai 1309 Miramonde de Mauléon
    1. (1) Béraud de Goth (* 1270; † 1307); ⚭ 1287 Blanche Lambert
      1. Brayde de Goth (* um 1298; † 3. September 1327); ⚭ 7. April 1307 Renaud de Toulouse, Vicomte de Bruniquel, päpstlicher Vikar in Ferrara (* 1285; † 1328)

    2. (1) Reine de Goth († um 1328); ⚭ Bernard de Durfort, Seigneur de Flamarens (* um 1260; † nach 1328), um 1326 königlicher Kapitän in Clermont
    3. (1) Bertrand de Goth (testiert Mai 1324; † vor 25. Juni 1327), 2. Vicomte de Lomagne et d‘Auvillars, Rektor der Mark Ancona, Seigneur de Duras, de Blanquefort, de Puyguilhem et (1313) de Monségur; ⚭ (1) Braide de Blanquefort; ⚭ (2) um 1306 Béatrix, Vicomtesse de Lautrec, Dame de Savignan († 1352), Witwe von Philippe de Lévis-Mirepoix, sie heiratete in 3. Ehe Roger de La Barthe
      1. (2) Reine de Goth († nach 12. August 1328 in Lavardens), Vicomtesse de Lomagne et d’Auvillars; ⚭ (Ehevertrag 6. Juni 1311 und vor 10. Mai 1324) Jean I., Comte d’Armagnac (1329), de Rodez et de Fézensac, Vicomte de Lomagne et d’Auvillars, 1352 Gouverneur des Languedoc (* 30. Juni 1305; † 16. Mai 1373 in Beaumont-de-Lomagne) (Haus Lomagne)
      2. (unehelich, Mutter unbekannt) Gaillard, NN (* vor 1314) und Assalide; ⚭ Escobon de Vicmont

    4. (1) Raymond de Goth († 26. Oktober 1310), 15. Dezember 1305 Kardinaldiakon von Santa Maria Nuova
    5. (1) Elips de Goth († nach 1324); ⚭ um 1285 Amanieu II. de La Mothe, Conseigneur de Roquetaillade et Langon († 1309)
      1. Amanieu de La Mothe († 27. Juni 1360), 1351 Erzbischof von Bordeaux
      2. Gaillard de La Mothe († 20. Dezember 1356), Kanoniker in Compostela, Narbonne, Bordeaux, Bazas, Chartres, Chichester, Archidiakon von Poitiers und Narbonne, 1316 Kardinaldiakon von Santa Lucia in Selci
      3. Guillaume Arnaud de La Mothe, 1302–1313 und ab 1319 Bischof von Bazas, 1313–1322 Bischof von Saintes

    6. (1) Marquèze de Goth; ⚭ 1306 Arnaud de Durfort (* um 1280; † 1324), Chevalier, Seigneur de Bajamont,1309 Garde-noble im Papstpalast zu Avignon (* um 1280; † um 1324)
    7. (1) Indie de Goth, Dame de Veyrines; ⚭ Amanieu III. de Barès (Varesio), Seigneur de Montferrand (in Saint-Louis-de-Montferrand und Bassens) (* um 1290; † 1349)
    8. (1) Reine de Goth; ⚭ Anissans (alias Sansaniers) de Pins, Seigneur de Taillebourg, de Moncrabeau, de Calignac, de Vertheuil et de Monheurt († 20. November 1388)
    9. (1) Tochter, Dame de Parempuyre; ⚭ um 1285 Arnaud, Seigneur de Caupenne (* um 1270; † um 1320)
    10. (unehelich, Mutter unbekannt) Arnaud Garcie de Goth, Seigneur de Puyguilhem (* um 1285; † nach 1339); ⚭ NN
      1. Bertrand II. de Goth, Seigneur de Lestrange et Puyguilhem, kauft am 13. Oktober 1384 die Baronie Boulogne en Vivarais[5]; ⚭ Catherine de Saint-Amant
        1. Guillaume de Goth
        2. Bertrand de Goth; ⚭ 4. Mai 1407 Jeanne d’Estissac (* um März 1390; † 1466)
          1. Jeanne de Goth (* 1410; † nach 9. Dezember 1480); ⚭ Jean Adam Nompar de Caumont, Baron de Lauzun – ihr Nachkomme in 7. Generation ist Antonin Nompar de Caumont, Duc de Lauzun, Marquis de Puyguilhem (1633–1723)[6]

  2. Tochter (* um 1255); ⚭ Arnaud Paga
  3. Mathilde de Goth; ⚭ 1249 Bérenger de Guilhem (* um 1190), Seigneur de Clermont-Lodève
  4. Assalide de Goth (alias Jeanne, Marquèze); ⚭ (1) Guillaume Raymond de Budos (* um 1240; † 1280), Sohn von Raymond Guillaume de Budos; ⚭ (2) Bérenger Guillaume de Fargues (Fargis)
    1. (1) Raymond Guilhem de Budos (* um 1270; † 1363), 1310–1317 Rektor des Comtat Venaissin, Rektor des Herzogtums Benevent, Sire de Beaumes-de-Venise, Bédoin, Caromb et Loriol; ⚭ (1) Esclarmonde de Lamothe; ⚭ (2) Cécile des Baux-Avellino, genannt Rascasse
    2. (1) ? 2 Töchter
    3. (2) Raymond Arnaud de Fargues, Sire de Pessac
    4. (2) Raymond Guilhem de Fargues († 5. Oktober 1346), Kanoniker an der Basilika Saint-Seurin de Bordeaux, Compostela, Palencia, Soissons, Cambrai, Lincoln und Bordeaux, 1310 Kardinaldiakon von Santa Maria Nuova
    5. (2) Bernard de Fargues († Juli 1341), 1306 Bischof von Agen, 1306–1311 Erzbischof von Rouen, ab 1311 Erzbischof von Narbonne
    6. (2) Amanieu de Fargues, 1313–1356 Bischof von Agen
    7. (2) Béraud de Fargues, 1314–1333 Bischof von Albi

  5. Béraud de Goth († 27. Juli 1297), 1289 Erzbischof von Lyon, September 1294 Kardinalbischof von Albano
  6. Bertrand de Goth (* um 1264 auf Burg Villandraut, † 20. April 1314 in Roquemaure), 1295 Bischof von Comminges, 1299 Erzbischof von Bordeaux, 1305 Papst Clemens V.
  7. Raymond Guillaume de Goth († nach 5. Mai 1311), Chevalier; ⚭ NN
    1. Bertrand de Goth († nach 1341), Châtelain d‘Andorte

  8. Agnès de Goth; ⚭ Raymond Guillaume (* um 1190), Chevalier, Seigneur de Sauviac et de Lados, Bailli de Bazas et du Bazadais
    1. Bertrand de Sauviac, Graf von Kampanien und Maremma, Rektor des Herzogtums Spoleto

  9. Gaillard de Goth (* um 1260/65; † 21. Januar 1306 n. St.), Seigneur de Peyrecave et de Nillac, Marschall des Papstes Clemens V.; ⚭ (1) (Ehevertrag Juni 1284) Braide de La Barthe († nach 1301), Tochter von Bertrand de La Barthe und Brunisende; ⚭ (2) Alpais/Opais de Ungaco (alias Bugato), Dame de Lacour et Moissaguel (Bas Quercy) (* um 1255), Witwe von Arnaud de Durfort
    1. (1) Raymond Arnaud I. de Goth († nach 1325); ⚭ Mabile de Sedilhac
      1. Gaillard II. de Goth, Seigneur de Rouillac, du Palais et de La Motte-Bardigues; ⚭ 1334 Guiscarde de Lespinasse (* um 1320; † nach 1380)
        1. Raymond Arnaud II. de Goth, Seigneur de Rouillac; ⚭ (1) Isabelle de Carmaing; ⚭ (2) Rubéa d’Astarac – Nachkommen siehe unten
        2. Mabile de Goth (testiert 13. September 1384); ⚭ um 1375 Jean de Manas, Seigneur d’Avezan

  10. Gailharde de Goth; ⚭ Arnaud Bernard I. de Preissac († vor 4. Dezember 1303), Seigneur de La Trave, de Bajonnette et de Séran, 1272–1299 Sénéchal de Lomagne
    1. Arnaud Bernard II. de Preissa, Sire d’Uzeste
    2. Gaillard de Preyssac († 1327), 1305–1317 Bischof von Toulouse

  11. Congie de Goth; ⚭ Bertrand, Seigneur de Savignac et de Mérens

### Die Seigneurs de Rouillac
1. Raymond Arnaud II. de Goth, Seigneur de Rouillac; ⚭ (1) Isabelle de Carmaing; ⚭ (2) Rubéa d’Astarac – Vorfahren siehe oben
  1. Bertrand de Goth († nach 7. Mai 1434), Seigneur de Rouillac; ⚭ (1) Jeanne de Lautrec; ⚭ (2) Sibylle de Baulat
    1. (1) Odet de Goth († 1481), Seigneur de Rouillac; ⚭ (1) 28. November 1420 Mabilie du Bouzet; ⚭ (2) 1450 Rose de Manas de Montbardon
      1. Jean de Goth († nach 16. Mai 1515), Seigneur de Rouillac; ⚭ 20. August 1465 Souveraine Le Bar
        1. Jacques de Goth († vor 4. Februar 1526), Seigneur de Rouillac; ⚭ 1491 Maffrone de Comminges
          1. Antoine de Goth († vor 7. Oktober 1536), Seigneur de Rouillac; ⚭ Andrine de L’Isle
            1. Jean de Goth (* vor 1536; † um 1590), Seigneur de Rouillac; ⚭ 17. August 1542 Catherine de Montlezun, Dame de Blanquefort
              1. Antoinette de Goth († vor 1590), Dame d’Ansan; ⚭ 10. Juni 1571 Mathieu de La Barthe, Seigneur de Giscaro († nach 11. Juni 1603)
              2. Jacques de Goth († 1611), Marquis de Rouillac; ⚭ 21. April 1582 Hélène de Nogaret de La Valette (* 1568; † 1631), Tochter von Jean de Nogaret de La Valette und Jeanne de Saint-Lary de Bellegarde, Schwester von Bernard de Nogaret de La Valette, Admiral von Frankreich, und Jean Louis de Nogaret de La Valette, Duc d’Épernon – Nachkommen siehe unten

            2. Jeanne de Goth (alias ? Anne de Goth; ⚭ Joachim de Monluc, genannt Le Jeune Monluc († 1567) Prince de Chabanais, Seigneur de Longueville et de Lihoux, Sohn von François de Lasseran-Massencomme und Françoise d’Estillac de Mondenard-Montaigu, Dame d’Estillac et de Mondenard, Bruder von Blaise de Monluc)

          2. Jeanne de Goth; ⚭ um 1515 Antoine de Narbonne, Seigneur de Capendu († Juli 1528)

      2. Catherine de Goth; ⚭ vor 8. Dezember 1471 Bertrand de Montesquiou, Seigneur de Marsan, Salles, La Serre, Marsac et Aignan (testiert 13. Oktober 1486, † vor 10. November 1492)
      3. Marguerite de Goth; ⚭ vor 1459 Jean d’Ornesan, Seigneur de Tournecoupe

    2. (1) Comtesse de Goth; ⚭ 1422 Luc d’Hébrail, Seigneur de Courtade et de Cornabuc
    3. (1) Pélégrine de Goth; ⚭ Bertrand de Luppé, Seigneur de Gensac
    4. (2) Jeanne de Goth; ⚭ vor 8. Juni 1445 Pierre-Vital Blasin, Capitoul de Toulouse
    5. (2) Marguerite de Goth; ⚭ vor 8. Januar 1457 Jean Blasin, Seigneur de Villeneuve et de Brugneaux
    6. (2) Arnaud Guilhem de Goth, Seigneur de Lassaigne et La Motte-Bardigues; ⚭ Bélie du Bouzet

  2. Gaillard III. de Goth (fl. 1448), Seigneur de Lieux; ⚭ NN
    1. Raymond Arnaud de Goth; ⚭ NN
      1. Jean de Goth; ⚭ NN
        1. Marguerite de Goth; ⚭ 1512 Raymond d’Aroux
        2.  ? Béraud de Goth, testiert 1589, letzter Seigneur de Lieux

  3. Cécile de Goth; ⚭ um 1405 Jean, Seigneur de Roquelaure (* 1356)
  4. Marguerite de Goth; ⚭ vor 1401 Bertrand de Marestaing, Seigneur de Gensac et Laymond († nach 1434)

### Die Marquis de Rouillac
1. Jacques de Goth († 1611), Marquis de Rouillac; ⚭ 21. April 1582 Hélène de Nogaret de La Valette (* 1568; † 1631), Tochter von Jean de Nogaret de La Valette und Jeanne de Saint-Lary de Bellegarde, Schwester von Bernard de Nogaret de La Valette, Admiral von Frankreich, und Jean Louis de Nogaret de La Valette, Duc d’Épernon – Vorfahren siehe oben
  1. Louis de Goth (* um 1584; † 19. Mai 1662 in Paris), Marquis de Rouillac, Baron de Blanquefort et de Roquefort, Conseiller d’État, Maréchal de camp, Vizeadmiral und Lieutenant général des Armées navales au Levant, 1643 Ritter im Orden vom Heiligen Geist; ⚭ 20. Dezember 1628 Anne Vialart († 19. Mai 1680), Tochter von Denis Vialart, Seigneur de Favières et de Ville l’Évêque, und Marguerite de Refuge
    1. Jean-Baptiste Gaston de Goth d’Albert († 2. Juni 1690 in Paris) Marquis de Rouillac et Miradoux, Maréchal de camp et de la Milice des Amirautés des France, 4. Duc d’Épernon (1662 Erbe der Nogaret de La Valette); ⚭ (1) (Ehevertrag 24. Dezember 1657 Françoise de Rupierre († 1633), älteste Tochter von Philippe de Rupierre, Chevalier, Baron de Survie, Radebrune, La Cressonnière, Saint-Denis, Saint-Pierre-de-La-Rivière etc., und Françoise de Mailloc; ⚭ (2) 14. Februar 1664 Marie d’Estampes de Valençay († 13. Dezember 1697), Tochter von Jean d’Étampes und Marie Gruel, Witwe von Philippe de Béthune, Comte de Selles († 3. März 1658)
      1. (1) Sohn († 8. September 1661 in La Cressonnière)
      2. (2) Anne Marie Louise de Goth, genannt Duchesse d’Épernon (* um 1668; † 2. April 1685 in Paris)
      3. (2) Elisabeth Régine de Goth, genannt Duchesse d’Épernon (* 1672; † September 1706 im Couvent des religieuses du Calvaire, Marais, Paris), geistlich in Hautes-Bruyères (ab 1680), bestand auf der Erfüllung ihres Gelübdes, obwohl dadurch das Herzogtum Épernon für Nachkommen der Familie Goth verloren ging

    2. Jules de Goth († nach Juni 1690) Conseiller du Roi, Aumônier ordinaire du Roi, Kommendatarabt von Notre-Dame de Lonlay

  2. Jean Jacques de Goth (* 1589; † 21. Juni 1666 in Paris), Marquis d’Authon, Gouverneur von Angoulême; ⚭ NN
  3. Jeanne de Goth (* um 1592; † nach 1655); ⚭ 5. Februar 1612 Jean Zamet, Baron de Murat et de Billy (* 14. Oktober 1584; † 8. September 1622 bei der Belagerung von Montpellier), Conseiller du Roi en Ses Conseils d’État, Capitaine d‘une Compagnie de Chevau-Légers, Capitaine et Surintendant du Château de Fontainebleau

Marie d'Estampes de Valençay, die Witwe von Jean-Baptiste Gaston de Goth, und ihre geistliche Tochter Elisabeth Régine vereinbarten am 6. Juni 1690 mit Louis-Henri de Pardaillan de Gondrin, Marquis de Montespan et d'Antin (Ehemann der Madame de Montespan, der ehemaligen Favoritin von König Ludwig XIV., und Cousin des letzten Herzogs durch seine Großmutter Jeanne, die Schwester von Louis, dem 3. Duc d'Épernon), ihm das Herzogtum für 140000 Livres zu verkaufen, dessen 5. Herzog er werden sollte.